# Dwór w Końskiem
Dwór w Końskiem – zabytkowy dwór wybudowany na przełomie XVIII i XIX w., wraz z parkiem, znajdujący się w miejscowości Końskie w powiecie brzozowskim.

## Opis
Na przełomie XVIII i XIX w. w otoczeniu XVIII wiecznego parku wzniesiony został w Końskiem dwór z cegły i kamienia. Zwrócony frontem do północy, na planie prostokąta, parterowy budynek zachwyca doskonałością formy i sprawia wrażenie prawdziwego szlacheckiego domu. Dwór pokryty czterospadowym dachem z dwoma portykami nad, którymi dachy dwuspadowe. W elewacji frontowej portyk trójarkadowy, w elewacji ogrodowej czterokolumnowy. Oba zwieńczone trójkątnymi frontonami. Okna powiększone w XIX w. Wnętrza w układzie dwutaktowym przekształcone w 1958. Obok znajduje się wzniesiona równocześnie z dworem murowana parterowa oficyna częściowo podpiwniczona. W skład zespołu dworskiego wchodzą także zachowane budynki gospodarcze i dwa zarastające stawy.
W pierwszej połowie XIX w. posiadłość należała do Fabrych, a potem do Reitzensteinów, w tym około połowy stulecia do Salomei Reitzenstein. Przynajmniej od około 1880 do początków XX w. była własnością Alfonsa Reitzensteina. W późnych latach dwudziestych XX w. majątek liczący 435 ha należał do Marii Nowak. Po wojnie gospodarował w nim PGR. W latach późniejszych dwór został odrestaurowany przez Państwowy Ośrodek Hodowli Zarodowej w Brzozowie, a następnie znalazł się w rękach prywatnych.

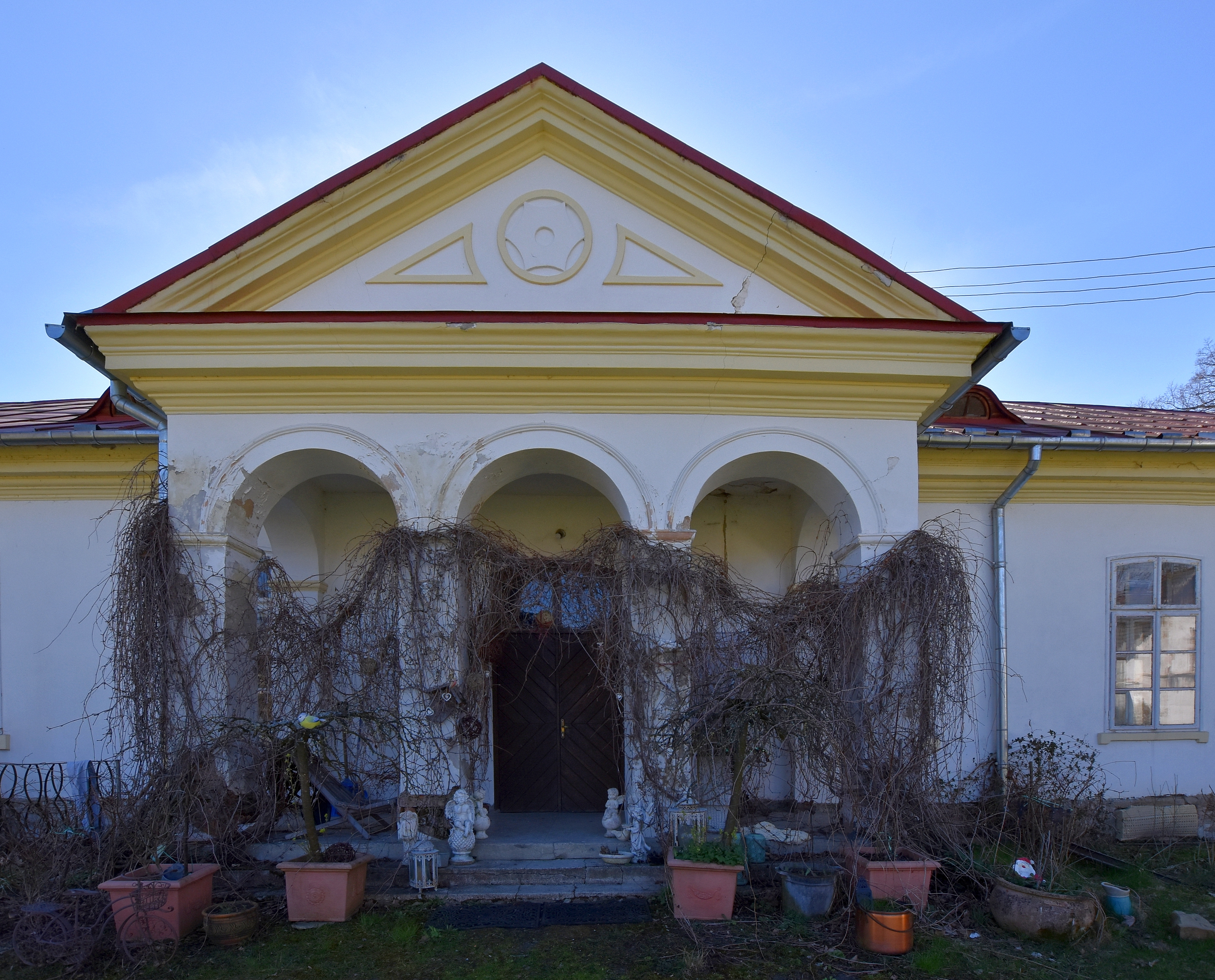
Elewacja frontowa
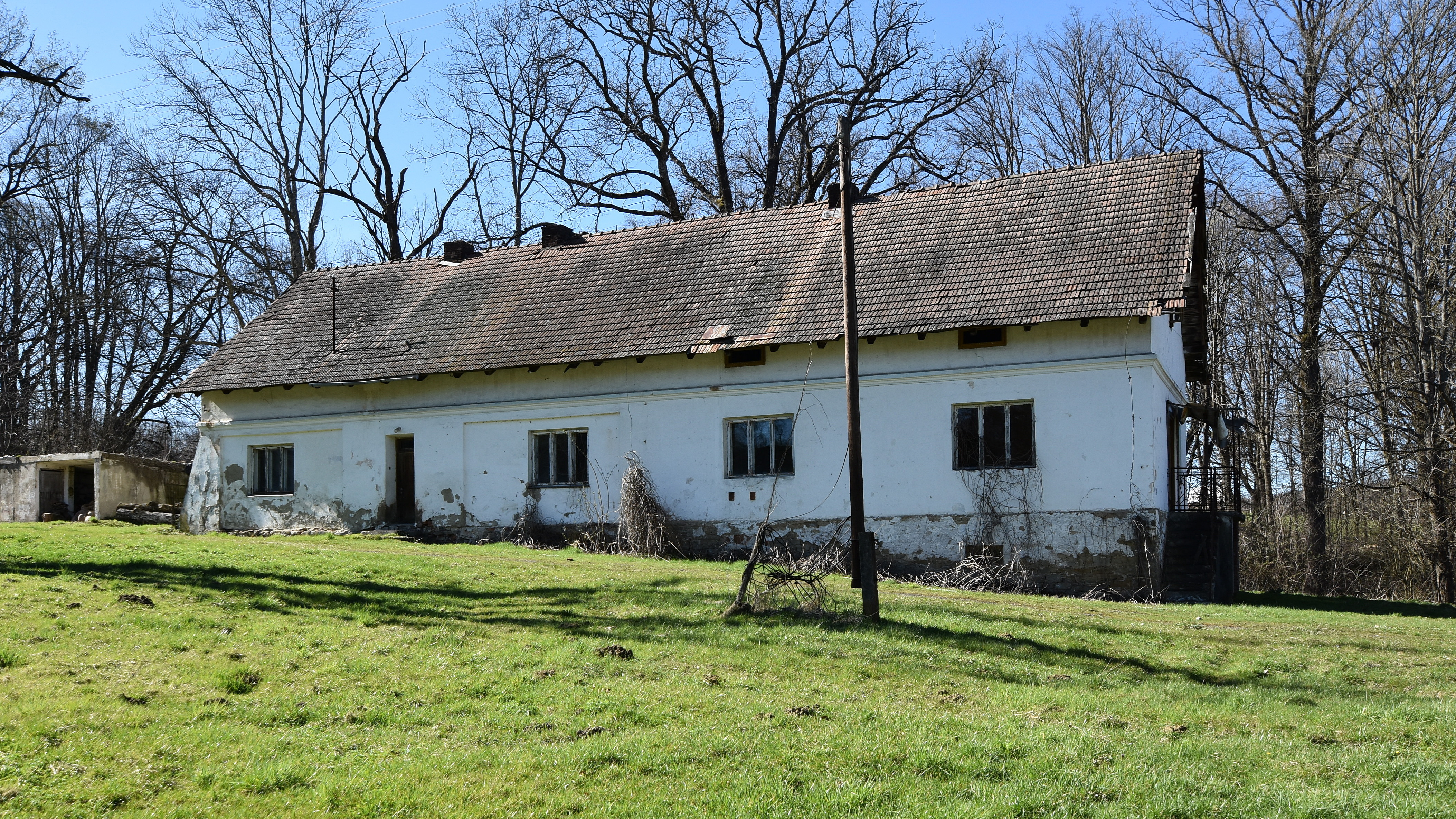
Oficyna
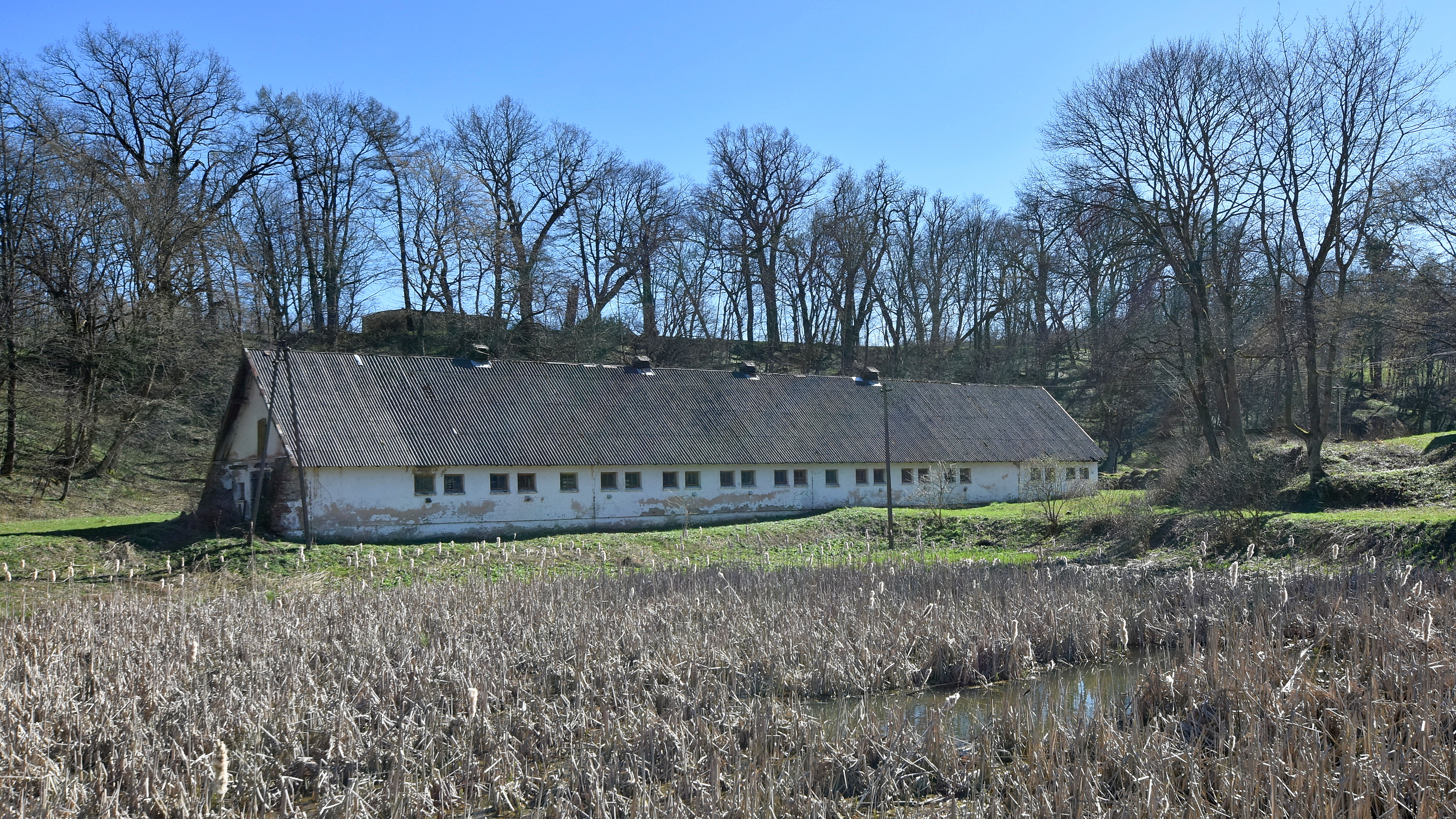
Staw i budynek gospodarczy